# Шарпантри
Шарпантри (фр. Charpentry) насеље је и општина у североисточној Француској у региону Лорена, у департману Меза која припада префектури Верден.
По подацима из 2011. године у општини је живело 24 становника, а густина насељености је износила 5,44 становника/km². Општина се простире на површини од 4,41 km². Налази се на средњој надморској висини од 206 метара (максималној 226 m, а минималној 147 m).

## Демографија
| 1962. | 1968. | 1975. | 1982. | 1990. | 1999. | 2011. |
| ----- | ----- | ----- | ----- | ----- | ----- | ----- |
| 57    | 61    | 52    | 46    | 39    | 32    | 24    |

График промене броја становника у току последњих година